# USS Nicholas (DD-449)

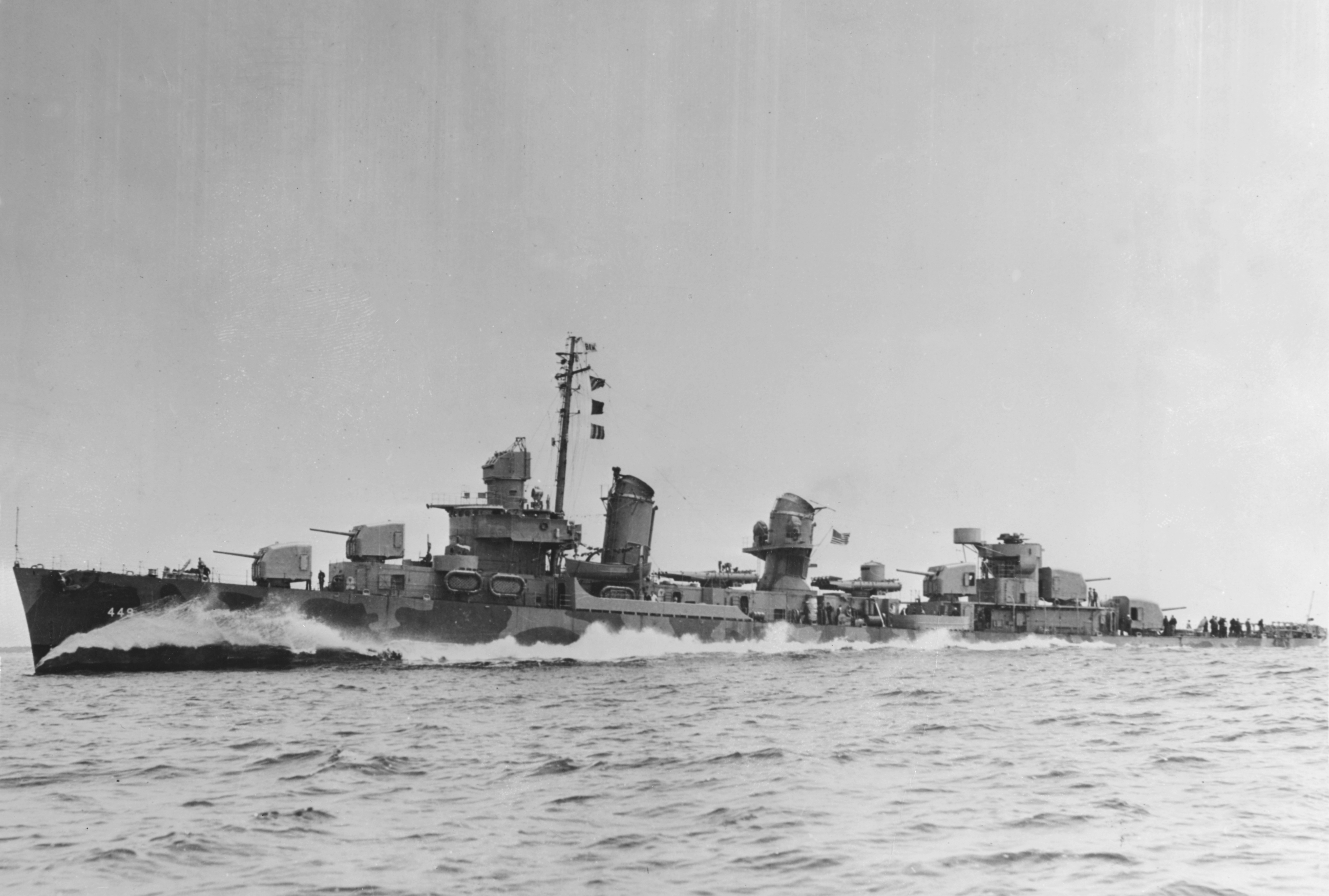
USS „Nicholas” (DD-449) podczas prób płynący z prędkością 36,5 węzła

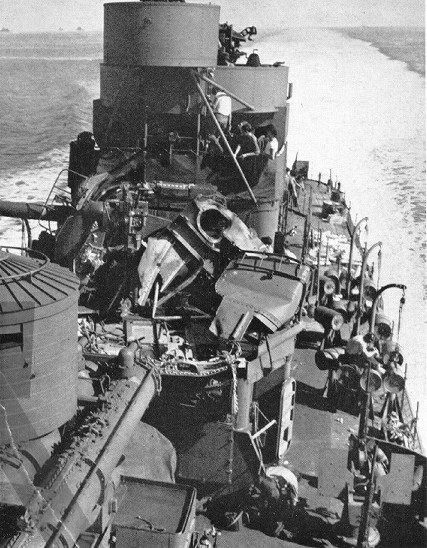
Niszczyciel po uszkodzeniach 13 maja 1943 r.

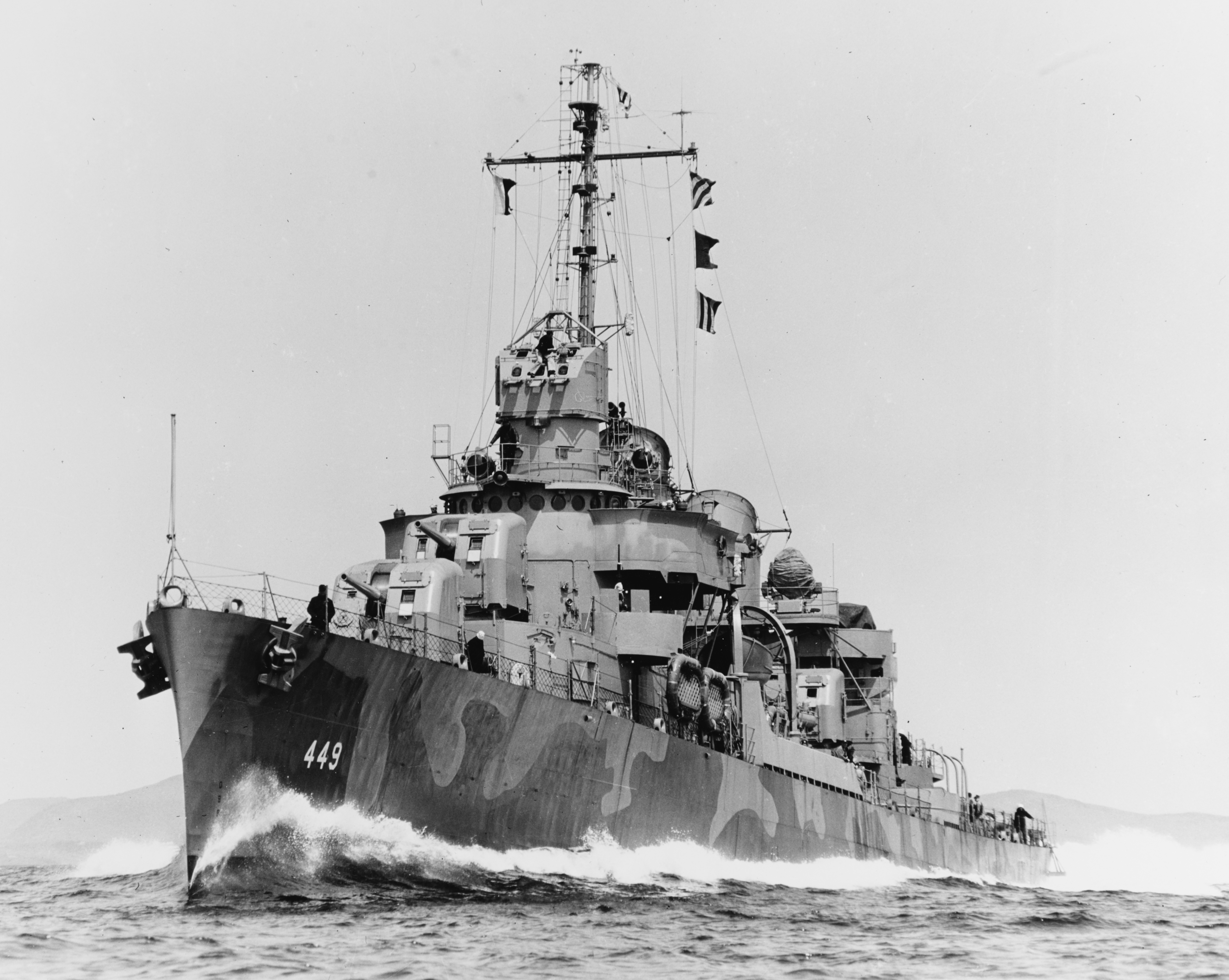
Próby morskie

USS Nicholas (DD/DDE-449) – amerykański niszczyciel typu Fletcher, służący w United States Navy w czasie II wojny światowej, a także przez kolejnych 27 lat i dwie następne wojny: (koreańską i wietnamską). Według kontradmirała Jamesa Kauffmana (dowódcy sił niszczycieli na Pacyfiku w 1944 roku) był to „wyróżniający się spośród niszczycieli Floty Pacyfiku...”, „...wspaniały okręt”. „Nicholas” był drugim okrętem Marynarki noszącym nazwę upamiętniającą majora Samuela Nicholasa – pierwszego dowódcę United States Marines. Stępkę okrętu położono 3 marca 1941 roku w stoczni Bath Iron Works Corp. w Bath w stanie Maine. Został zwodowany 19 lutego 1942 roku, matką chrzestną była Florence Elisabeth Mitchell Tryon, potomkini majora Nicholasa. Okręt wszedł do służby 4 czerwca 1942 roku, z komandorem podporucznikiem Williamem D. Brownem jako dowódcą.

## 1942
„Nicholas” został przydzielony do 21. Dywizjonu Niszczycieli (DesRon 21) i opuścił New York City 23 sierpnia 1942 roku, płynąc w eskorcie pancernika „Washington” (BB-56). Przeszedł Kanał Panamski i popłynął na Środkowy Pacyfik, docierając do Espiritu Santo 27 września. Trzy dni później okręt rozpoczął eskortowanie konwojów z zaopatrzeniem i żołnierzami, kierujących się na Guadalcanal. Do 1943 roku niszczyciel ochraniał zespoły statków, które formowały się w okolicach Espiritu Santo i Nouméa i zmierzały w kierunku strefy „Cactus” (Guadalcanal i Tulagi). Ochraniał je w momencie rozładunku i wracał z nimi do punktu wyjścia. Czasami wykonywał zadania ofensywne oraz misje ZOP w pobliżu portów alianckich, przeszukiwał cieśninę nazywaną „the Slot” (ang. „szczelina”) oraz bombardował cele nabrzeżne i przeprowadzał wsparcie artyleryjskie dla jednostek Marines i Armii, gdy te toczyły walki w rejonie rzeki Tenamba i na innych terenach ogarniętej konfliktem wyspy.

## Styczeń 1943
W styczniu 1943 roku „Nicholas” był częścią bazującego na Tulagi „Cactus Striking Force” (Task Force 67) i brał udział w zwalczaniu ostatnich kontrataków japońskich w rejonie Guadalcanal. Niszczył nowo zbudowane instalacje lotniskowe na Munda (4-5 stycznia), ostrzeliwał trasę ucieczki Kokumbona-Cape Esperance (19 stycznia) i strzelał w kierunku obszarów zaopatrzenia w rejonie Vila na wyspie Kolombangara (23–24 stycznia). 26 stycznia dowodzenie okrętem objął dotychczasowy zastępca, komandor podporucznik Andrew J. Hill.
1 lutego Japończycy rozpoczęli operację „KE” – ewakuację Guadalcanal. „Nicholas” osłaniał 2. batalion 132. pułku piechoty, który lądował w Verahue i oczyszczał dżunglę na Cape Esperance z japońskich oddziałów. W drodze powrotnej do Tulagi „Nicholas” wraz z niszczycielem „De Haven” (DD-469) i 3 barkami desantowymi czołgów zostali zaatakowani przez formację 14 bombowców nurkujących Aichi D3A „Val”. Trzy bomby trafiły „De Haven”, a czwarta, wybuchając w pobliżu kadłuba, przedziurawiła go. W momencie gdy jego siostrzany okręt zdążał w kierunku dna cieśniny Ironbottom Sound, „Nicholas” walczył z 8 samolotami, doświadczając tylko wybuchów w pobliżu, które jednak spowodowały śmierć dwóch członków załogi i zniszczyły ster.
Po przejściu napraw „Nicholas” w marcu ponownie podjął działania bojowe. Wypełniał zadania eskortowe, przeprowadził dwa bombardowania rejonu Munda-Kolombangara. W kwietniu okręt dołączył do Task Force 18 (TF 18) w celu przeprowadzenia patrolu po obszarze „Slot”. 19 kwietnia okręt popłynął w kierunku Sydney na odpoczynek. 11 maja niszczyciel ponownie dołączył do TF 18 w drodze do Kolombangara. 13 maja podczas ostrzeliwania pozycji wroga działo nr 3 niszczyciela zacięło się i wybuchło, ale obyło się bez strat w załodze. Po naprawach na Noumea okręt wziął udział w patrolu przeciwpodwodnym, a pod koniec miesiąca wznowił służbę eskortową w rejonie Wysp Salomona i Nowych Hebrydów.

## Lipiec 1943
5 lipca okręt wziął udział w kolejnym bombardowaniu Kolombangara. We wczesnych godzinach 6 lipca wszedł w kontakt z wrogimi jednostkami nawodnymi w zatoce Kula. W trakcie bitwy zatonął krążownik „Helena” (CL-50). „Nicholas”, ratując 291 rozbitków, toczył z japońskimi okrętami bój artyleryjski i torpedowy. „Nicholas” i „Radford” (DD-446) zostały później za te akcje podczas bitwy w zatoce Kula odznaczone Presidential Unit Citation. Admirał Nimitz, wręczając to odznaczenie, powiedział załodze o „szacunku i poważaniu, jakie ten okręt, jego oficerowie i załoga zasłużenie zyskali w całej Marynarce”.
12 i 13 lipca okręt wziął udział w bitwie pod Kolombangarą. 15 lipca osłaniał operację ratunkową ocalałych rozbitków z „Heleny”, którzy schronili się na Vella LaVella. 16 lipca wrócił do Tulagi i podjął obowiązki eskortowe. Na początku sierpnia niszczyciel dołączył do Task Unit 31.5.1 (TU 31.5.1) i 15 lipca osłaniał grupę transportową podczas lądowania w Barakoma na Vella LaVella. Wrócił do Tulagi 17 lipca i wraz z „O’Bannon” (DD-450), „Taylor” (DD-468) i „Chevalier” (DD-451) został wysłany w celu przechwycenia czterech, bazujących w Rabaul, japońskich niszczycieli. Kierowały się one do Vella LaVella, aby osłaniać kotwicowisko barek w pobliżu Horaniu.
Płynąc z dużą prędkością przez „Slot”, amerykańskie niszczyciele przechwyciły wroga za pomocą radaru obserwacji morza w odległości 11 mil o godzinie 00.29 18 sierpnia. Radar wskazywał, że na zachód znajduje się grupa barek. O 00.50 amerykański kwartet popłynął w ich kierunku. O 00.56 zawróciły one ku niszczycielom cesarskim, wtedy znajdującym się 5 mil na północny zachód. Krótkie starcie odbyło się w pobliżu Horaniu. Japończycy „postawili poprzeczkę nad T” amerykańskich sił, ale nie wykorzystali przewagi i oderwali się od przeciwnika o 01.03. Amerykanie w pościgu za wrogiem trafili „Isokaze”, ale zostali w tyle z powodu problemów z maszynownią na „Chevalier”, co ograniczyło jego prędkość do 30 węzłów. Alianci zwrócili wtedy uwagę na rozproszoną grupę barek, zniszczyli 2 ścigacze okrętów podwodnych, 2 okręty torpedowe i jedną barkę.
„Nicholas” wrócił do Vella LaVella 19 sierpnia, a już następnego dnia wznowił polowania na barki. 24 i 25 sierpnia osłaniał operacje minowe. Pod koniec miesiąca popłynął do Nouméa, a następnie do Nowej Gwinei i Australii. Wrócił na Salomony w październiku i nadal polował na barki japońskie, a 6 października osłaniał rozładunek szybkich transportowców w Batakoma. 22 października popłynął do Egate i wznowił działania eskortowe.
11 listopada „Nicholas” opuścił Nadi na wyspach Fidżi i wraz z Task Group 50.1 (TG 50.1) atakował Kwajalein i Wotje, po czym popłynął na wschód, docierając do San Francisco 15 grudnia celem przeglądu. 10 grudnia 1943 roku dowodzenie okrętu objął komandor Robert T.S. Keith.

## 1944
12 lutego 1944 roku okręt wznowił działania eskortowe na środkowym i południowym Pacyfiku. 5 kwietnia udał się wraz z DesRon 21 do zatoki Milne, na czasowy przydział do 7. Floty. 22 kwietnia osłaniał lądowanie na Aitape, a do 8 maja eskortował grupy zaopatrzeniowe tam i w Zatoce Humboldta. Następnie wrócił na Salomony i w składzie 3. Floty 29 maja ostrzeliwał plantację Medina na Nowej Irlandii. Niszczyciel spędził na patrolach przeciwpodwodnych pierwszą połowę czerwca, później ponownie dołączył do 7. Floty (14 sierpnia) i służył w składzie TG 70.8 na północnych Salomonach. 15 sierpnia popłynął do wyspy Manus, gdzie dołączył do TF 74 i do 27 sierpnia operował wzdłuż wybrzeża Nowej Gwinei. Następnie wrócił do Seeadler Harbor, skąd wspierał operację na Morotai w dniach 15-30 września.
18 października niszczyciel w ramach TG 78.7 eskortował wzmocnienia transportowane na wyspę Leyte, gdzie dotarł 24 października. 25 i 26 października patrolował w pobliżu wyspy Dinagat, a 27 października popłynął do Manus. 8 listopada popłynął do Ulithi, skąd udał się do Kossol Roads. W drodze na placówkę, gdy płynął wraz z „Taylor” i „St. Louis” (CL-49), został 12 listopada zaatakowany przez okręt podwodny. „Nicholas” odłączył się od formacji, przeprowadził dwa ataki bombami głębinowymi i zatopił japoński okręt I-88.
Cztery dni później niszczyciel dołączył do TG 77.1 w stałym patrolu w pobliżu południowego końca zatoki Leyte. Tam do 6 grudnia okręt przetrwał 4 ataki przeprowadzone przez formacje samolotów kamikaze (27 i 29 listopada, 2 i 5 grudnia). 6 grudnia asystował w rajdzie na Morze Camotes, bombardował bazę morską w zatoce Ormoc i osłaniał tam lądowanie aliantów. 10 grudnia popłynął do Manus, wrócił do Leyte 28 grudnia i podjął obowiązki eskortowe.

## 1945

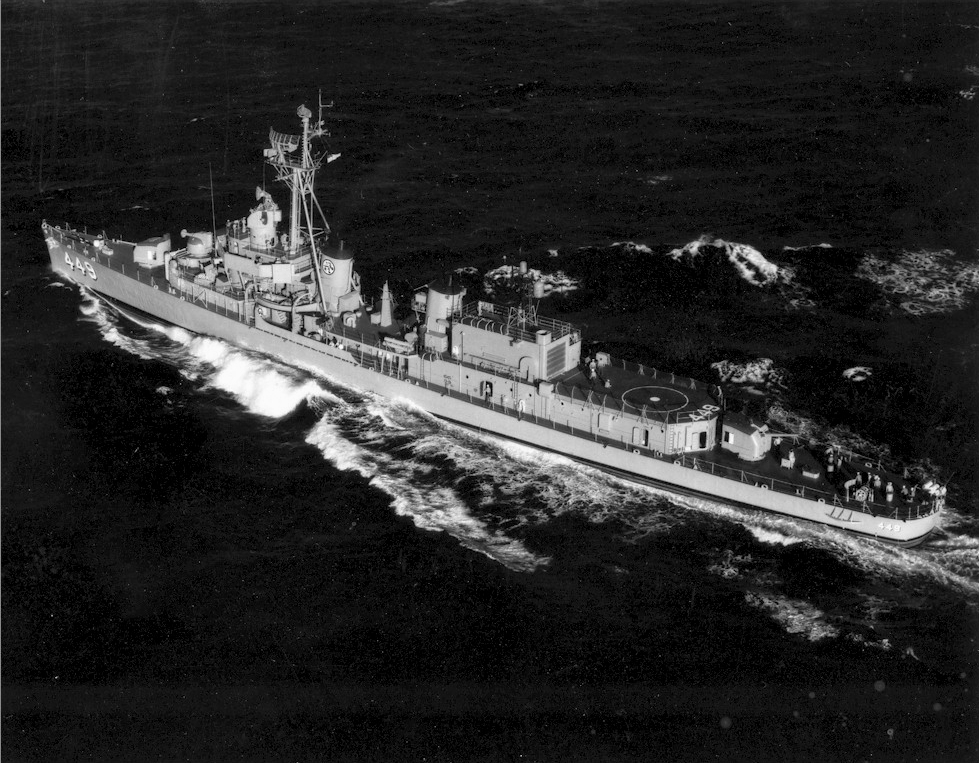
Wygląd okrętu w latach 60. XX wieku

Pierwszego dnia nowego roku okręt dołączył do Grupy Bliskiego Wsparcia TG 77.3 w trakcie lądowania w zatoce Lingayen. W drodze do Luzonu grupa ta była niepokojona przez wrogie miniaturowe okręty podwodne i prawie stale atakowana przez samoloty. Po dwóch dniach bombardowania brzegu żołnierze Armii wylądowali w zatoce Lingayen 9 stycznia. Do 18 stycznia „Nicholas” zapewniał im wsparcie ogniowe. Później patrolował obszary na zachód od Luzonu wraz z osłanianą przez niego grupą lotniskowców eskortowych. 24 stycznia przechwycił łódź motorową używaną przez 3 Japończyków do ucieczki z wyspy. 29 stycznia zapewniał wsparcie artyleryjskie wojskom lądującym w prowincji Zambales.
W pierwszej połowie lutego niszczyciel eskortował jednostki pływające pomiędzy Leyte i Mindoro, a później wszedł do Zatoki Manilskiej, aby ostrzeliwać Corregidor i inne wyspy w zatoce oraz instalacje nabrzeżne w Mariveles. Służbę eskortową wznowił 17 lutego. Osłaniał trałowce oczyszczające cieśninę Basilan, wspierał także okupację obszaru Zamboanga. W kwietniu wrócił na Luzon, aby wspomagać operacje Szóstej Armii, która odbijała wyspę. 24 kwietnia wznowił operacje w pobliżu Holenderskich Indii Wschodnich. Tam do 5 maja wspierał operację w pobliżu Tarakan, po czym popłynął na północ w kierunku Luzonu i Leyte, gdzie dołączył do TU 30.12.2 i udał się 15 czerwca pod Okinawę. Po atakach na Sakishimę dołączył do TG 30.8 w Ulithi i osłaniał grupę, gdy ta tankowała i zaopatrywała szybkie lotniskowce floty na morzu. 11 sierpnia zameldował się do CTG 38.4, grupy szybkich lotniskowców, a 13 sierpnia osłaniał je podczas ataków na obszar Tokio. 15 sierpnia działania wojenne ustały.
Zbliżając się do Japonii w sierpniu 1945 roku, admirał William Halsey, dowódca 3. Floty, rozkazał, aby „Nicholas” wraz ze siostrzanymi okrętami „O’Bannon” i „Taylor” były obecne w Zatoce Tokijskiej w momencie kapitulacji Japonii „z powodu ich mężnej walki na całym szlaku od Południowego Pacyfiku do samego końca”.
Przydzielony do admiralskiej Flagship Task Group niszczyciel rozwoził japońskich pilotów i emisariuszy pokoju wśród okrętów floty, eskortował pancernik „Missouri” (BB-63) w Zatoce Tokijskiej i transportował przedstawicieli amerykańskich i alianckich na formalną kapitulację na pokładzie pancernika 2 września. Następnym zadaniem okrętu była repatriacja alianckich jeńców wojennych. Okręt opuścił Daleki Wschód 5 października, dotarł do Seattle 19 października, a następnie popłynął do San Pedro. Do tego portu wpłynął 1 listopada w celu dezaktywacji i przesunięcia do rezerwy.

## 1946 – 1959

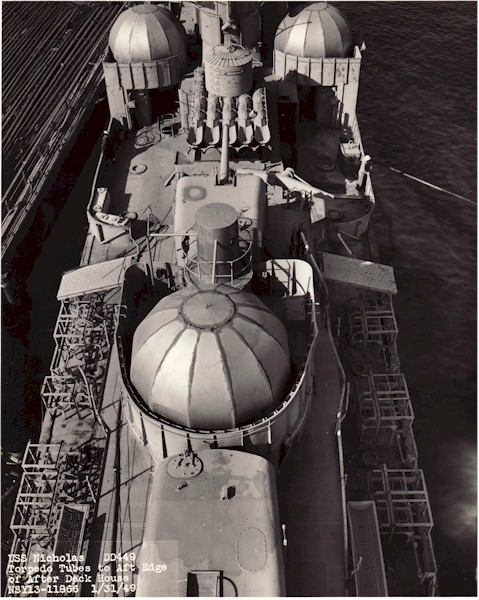
Okręt w czasie konwersji na niszczyciel eskortowy

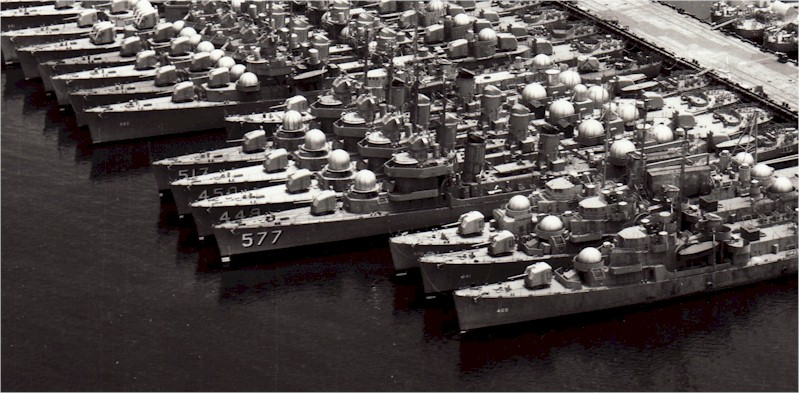
Czerwiec 1950 r.

Niszczyciel wycofano ze służby 12 czerwca 1946 roku i umieszczono w Rezerwie Floty Pacyfiku, gdzie pozostawał do momentu wybuchu wojny koreańskiej. 26 marca 1949 roku został przekwalifikowany na niszczyciel eskortowy (DDE-449). Procedurę reaktywacji okrętu rozpoczęto w listopadzie 1950 roku od przebudowy. „Nicholas” wszedł ponownie do służby 19 lutego 1951 roku, po czym odbył rejs w pobliżu zachodniego wybrzeża USA. Następnie popłynął do Pearl Harbor, gdzie dołączył do CortDesDiv 12, która wchodziła w skład CortDesRon 1, a potem popłynął dalej na zachód i dotarł do Yokosuki 10 czerwca. Na wodach Dalekiego Wschodu do 14 listopada osłaniał lotniskowce zespołu TF 77 w pobliżu zachodniego wybrzeża Korei. Przeprowadzał ćwiczenia ZOP pomiędzy Yokosuką i Okinawą oraz patrolował Cieśninę Tajwańską. 3 maja 1952 roku opuścił Pearl Harbor, aby ponownie udać się na wody koreańskie. Będąc tymczasowym okrętem zapasowym w 112. Dywizjonie Niszczycieli, służył najpierw z TF 77, a następnie opłynął Półwysep Koreański i ostrzeliwał cele lądowe na wschodnim wybrzeżu. Operował na tym obszarze, w składzie CTF 95, do momentu zakończenia tury bojowej w lipcu. Wrócił do Korei wraz z CortDesDiv 12 w listopadzie i pozostawał na Dalekim Wschodzie do 20 maja 1953 roku, wykonując misje podobne do tych z tury bojowej w 1951 roku.
Po okresie służby w czasie wojny koreańskiej „Nicholas” służył zarówno w ramach 1. Floty, jak i na zachodnim Pacyfiku. Jego przydziały do 7. Floty odbywały się głównie na obszarach od Japonii do Sumatry, podczas gdy na wschodnim obszarze Pacyfiku niszczyciel operował na wodach od Hawajów do Zachodniego Wybrzeża USA. Służba w ramach 1. Floty rzuciła go też na Centralny Pacyfik, gdzie w 1954 roku asystował przy operacji Castle (serii testów atomowych).

## 1960 – 1970

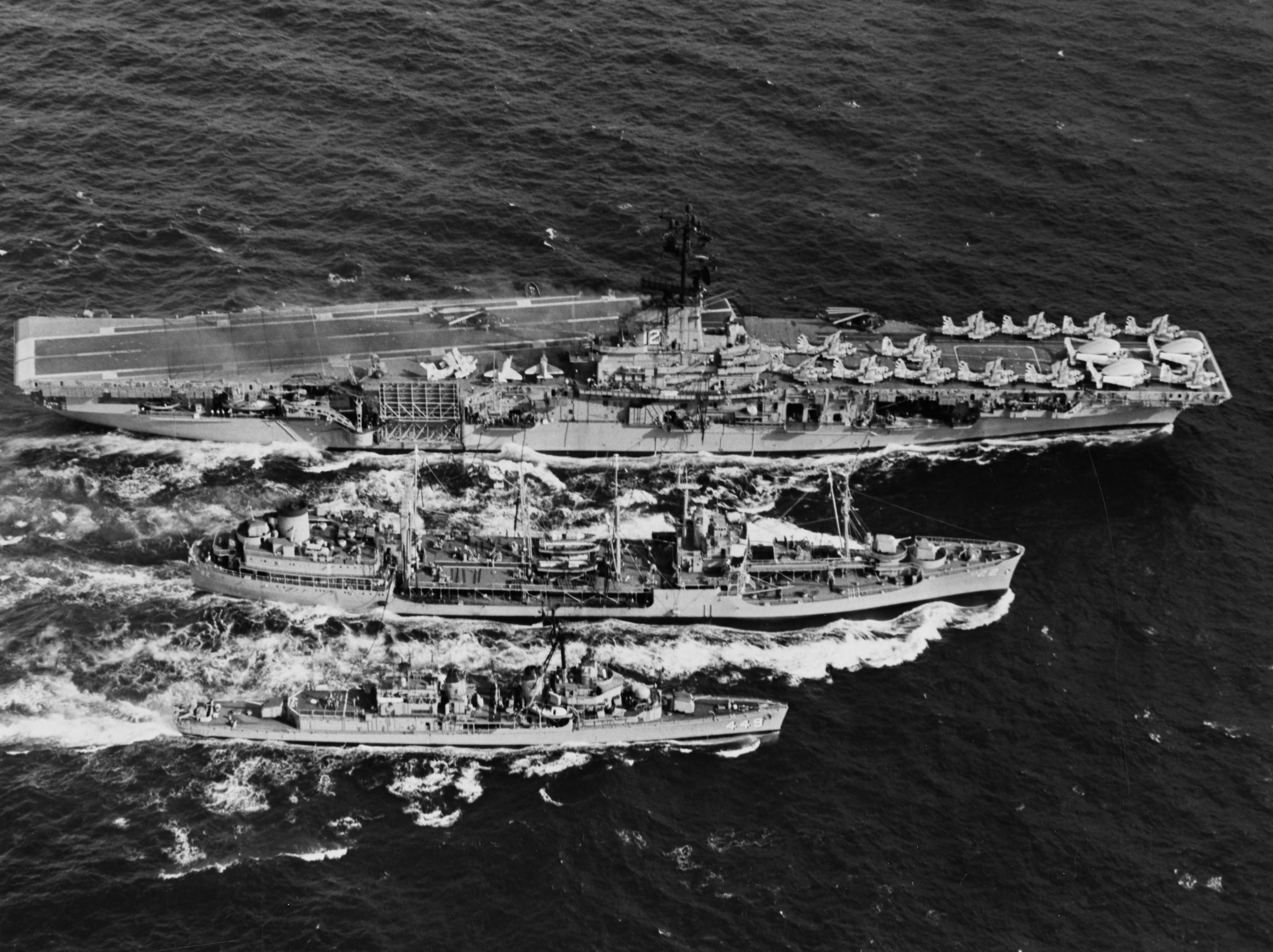
Niszczyciel wraz z lotniskowcem USS „Hornet” (CV-12) pobierają zaopatrzenie z USS „Cimarron” (AO-22)

„Nicholas” przeszedł program Fleet Rehabilitation and Modernization (FRAM) pomiędzy grudniem 1959 i lipcem 1960 roku, a wychodząc ze stoczni udał się na rotację na zachodni Pacyfik. W czasie tej służby, po raz pierwszy od II wojny światowej, okręt służył na Morzu Południowochińskim, gdzie odbył wiele operacji. Niszczyciel został przeklasyfikowany na DD-449 1 lipca 1962 roku i wrócił na Morze Południowochińskie w marcu 1965 roku. Tam stał się jednym z pierwszych okrętów zaangażowanych w operację Market Time – patrolowania południowowietnamskiej linii brzegowej w celu zapobiegania szmuglowania w dżonkach i sampanach ludzi, broni i zaopatrzenia z Północnego Wietnamu.
„Nicholas” został zwolniony z obowiązków i udał się do Pearl Harbor 15 kwietnia, ale już w połowie września otrzymał rozkaz powrotu na wietnamskie wody. W pobliżu Wietnamu znalazł się 1 października. Pełnił tam zadania rozpoznawcze i wsparcia ogniowego do 3 grudnia, kiedy udał się do Tajwanu na patrol w Cieśninie Tajwańskiej. Na początku 1966 roku wrócił do Wietnamu i służył na „Yankee Station” w Zatoce Tonkińskiej, po czym nastąpiła kolejna tura patrolów w ramach operacji Market Time. W podróż do domu udał się pod koniec lutego, najpierw płynąc do Australii, a później na Hawaje, dokąd dotarł 17 marca.
Każda późniejsza tura niszczyciela na wodach zachodniego Pacyfiku przebiegała według podobnego rozkładu. Jego misje wsparcia artyleryjskiego podczas tury bojowej (listopad 1966 – maj 1967 roku) były częścią operacji Deck House V, odbywającej się w delcie Mekongu, inne natomiast były prowadzone w pobliżu Strefy Zdemilitaryzowanej. Większość tury w 1968 roku okręt także spędził na wodach wietnamskich, tym razem jednak głównie przebywając na „Yankee Station” i na misjach wsparcia ogniowego.
Po powrocie na wschodni Pacyfik w 1968 roku „Nicholas” został przydzielony do programu Apollo prowadzonego przez NASA. Od 8 do 23 października i ponownie pomiędzy 19 a 22 grudnia okręt przebywał na obszarach odbioru lądownika kosmicznego, najpierw w ramach misji Apollo 7, później Apollo 8. Po każdym z tych przydziałów wracał do Pearl Harbor na ćwiczenia na wodach hawajskich w ramach przygotowań do powrotu na zachodni Pacyfik.
30 stycznia 1970 roku, po ośmiu latach dzierżenia tytułu najstarszego niszczyciela amerykańskiego pozostającego w służbie, Nick został wycofany ze służby w Pearl Harbor (ponownie wspólnie z „O’Bannon”). Następnie został skreślony z listy okrętów, przeholowany do Portland i tam rozebrany w 1972 roku. W momencie gdy był wycofywany ze służby, jedynie siedem innych niszczycieli typu Fletcher pozostawało w służbie w US Navy.

## Odznaczenia
„Nicholas” otrzymał poza Presidential Unit Citation także 16 gwiazd bojowych (ang. battle star) w czasie II wojny światowej, co było drugim wynikiem wśród amerykańskich okrętów (więcej miał tylko jego siostrzany „O’Bannon”). Kolejnych 5 gwiazd otrzymał w czasie wojny koreańskiej i 9 w czasie wojny wietnamskiej, co dało mu razem więcej takich odznaczeń, niż zdobył jakikolwiek inny amerykański okręt.